# Compromessi sposi
Compromessi sposi è un film del 2019 diretto da Francesco Miccichè.
La pellicola, terza regia di Miccichè, ha per protagonisti Vincenzo Salemme e Diego Abatantuono.

## Trama
Ilenia e Riccardo hanno vent'anni, lei è una fashion blogger di Gaeta, lui un cantautore bergamasco. Tra i due è amore a prima vista e in una notte decidono di sposarsi.
Devono però fare i conti con i rispettivi padri: Gaetano, rigido sindaco di Gaeta, e Diego, un ricco imprenditore bergamasco con simpatie leghiste. Se tra i ragazzi è amore a prima vista, tra i consuoceri è odio al primo sguardo.
In un weekend i due padri tentano con ogni mezzo - ex fidanzati, ragazze discinte, furti di trenini, ricatti e corruzione - di impedire le nozze. Ad aiutare i due consuoceri ci sono anche Tito, velista in fuga dagli strozzini, e Claudia, figlia maggiore di Diego decisa a prendere in mano l'azienda di famiglia. A tentare di equilibrare la situazione le madri di Ilenia e Riccardo: la verace Mia ex moglie di Gaetano e la milanese Amelia, moglie di Diego.

## Produzione
Le riprese del film sono iniziate il 23 novembre 2018 ed è stato girato quasi interamente tra Gaeta e Formia. Il paese di Bagnoregio è Civita di Bagnoregio, la chiesa sconsacrata è quella del borgo abbandonato di Monterano.
Prodotto da Camaleo e Rinho, il film è una coproduzione italo-britannica, ed è realizzato col supporto logistico di Roma Lazio Film Commission.

## Distribuzione e Promozione
La pellicola è stata distribuita da Vision Distribution nelle sale cinematografiche dal 24 gennaio 2019.
Il 7 gennaio 2019 è stato diffuso online il trailer ufficiale del film.